# Clinopodium dentatum
Clinopodium dentatum — вид квіткових рослин з родини глухокропивових (Lamiaceae).

## Біоморфологічна характеристика
Це кущик 30–70 см заввишки. Ароматний, з м'ятним ароматом. Стебла мають тонку, сіро-коричневу кору, що лущиться. Супротивно розташовані жовто-зелені волосисті та залозисті листки ланцетоподібної чи овальної форми і мають довжину приблизно один сантиметр. Квітка має волохатий віночок з губами довжиною близько 1.5 см, не враховуючи трубчастого горла. Віночок лавандового кольору з блідою плямою з темними плямами на нижній губі. Час цвітіння: квітень, травень, червень, липень, серпень, вересень, жовтень, листопад, грудень.

## Поширення
Ендемік південного сходу США: Флорида, Джорджія.
Населяє піщані угіддя на старих полях, узбіччях доріг, у відкритих соснових і сосново-дубових лісах. Іноді він є панівним чагарником у середовищі існування, стаючи місцево поширеним.